# 克洛彭堡
克洛彭堡（德語：Cloppenburg，發音：[ˈklɔpm̩ˌbʊʁk] ⓘ，發音：[ˈklɔpənˌbuːrɪx]）是德国下萨克森州克洛彭堡县的城市，也是克洛彭堡县的县治，面积70.86平方千米，2023年12月31日人口为37,280人。